# Серфсајд Бич (Јужна Каролина)
Серфсајд Бич (енгл. Surfside Beach) град је у америчкој савезној држави Јужна Каролина.

## Демографија
По попису из 2010. године број становника је 3.837, што је 588 (-13,3%) становника мање него 2000. године.
| Група             | 2000.         | 2010.         |
| Белци             | 4.241 (95,8%) | 3.644 (95,0%) |
| Афроамериканци    | 42 (0,9%)     | 33 (0,9%)     |
| Азијати           | 16 (0,4%)     | 22 (0,6%)     |
| Хиспаноамериканци | 63 (1,4%)     | 78 (2,0%)     |
| Укупно            | 4.425         | 3.837         |